# اس‌ام یو-۵۷
اس‌ام یو-۵۷ (به انگلیسی: SM U-57) یک زیردریایی بود که طول آن ۶۷ متر (۲۲۰ فوت) بود. این زیردریایی در سال ۱۹۱۶ ساخته شد.